# استان گوادالاخارا
گوادالاخارا (Guadalajara) استانی در مرکز اسپانیا، در شمال بخش خودمختار کاستیا-لامانچا است.
این استان هم‌مرز با استان‌های کوئنکا، مادرید، سگبیا، سوریا، ساراگوسا و تروئل است.
مرکز استان شهر گوادالاخارا است.
۲۱۳٬۵۰۵ نفر (۲۰۰۶) در گوادالاخارا زندگی می‌کنند که از این میان بیش از ۳۵٪ در شهر گوادالاخارا ساکن هستند.
این استان ۱۲٫۱۹۰ کیلومتر مربع مساحت دارد و دارای ۲۸۸ دهستان است که از بین آن‌ها بیش از دو سوم روستاهایی با جمعیت کمتر از ۲۰۰ نفر هستند.